# أنطونيو كومي
أنطونيو كومي (بالإيطالية: Antonio Comi)‏ هو لاعب كرة قدم إيطالي في مركز الوسط، ولد في 26 يوليو 1964 في سيفيسو في إيطاليا. شارك مع منتخب إيطاليا تحت 21 سنة لكرة القدم. أما مع النوادي، فقد لعب مع نادي تورينو ونادي روما ونادي كومو.

## وصلات خارجية
- أنطونيو كومي على موقع قاعدة بيانات كرة القدم.إي يو (الإنجليزية)